# Rafael Gálvez Cerrillo
Rafael Gálvez Cerrillo (Córdoba, 20 de mayo de 1993) es un futbolista español que juega de centrocampista en el C. D. Ciudad de Lucena de la Tercera Federación.

## Trayectoria
Gálvez se inició en el Maristas C. F. con Antonio Romero y, posteriornente, en las categorías base del Córdoba C. F. desde la edad infantil, escalando peldaños hasta llegar a debutar con el primer equipo a las órdenes de Pablo Villa. Jugó minutos en el campeonato de Liga y también intervino en el efímero paso del Córdoba en la Copa del Rey frente la Deportivo de La Coruña. Sin embargo, el cambio en el banquillo y la llegada de Albert Ferrer significaron su retorno al B de manera definitiva. El catalán no contó con él para los entrenamientos del primer equipo y el jugador no fue incluido en la expedición que se desplazó a Las Palmas para el histórico partido del ascenso. 
En 2014, entendiendo que había una falta de perspectivas deportivas, rescindió su contrato y se marchó al Elche. En el Elche Ilicitano jugó el grueso de la temporada y debutó en primera división con el Elche C. F. a las órdenes de Fran Escribá.
En 2015 el Córdoba Club de Fútbol hizo oficial su vuelta al club. Un año después el Albacete Balompié se hizo con sus servicios.
En 2018 fichó por el C. D. Castellón de Segunda B por tres temporadas. En 2020 consiguió el ascenso con el club a la Segunda División. Tras una temporada en la segunda categoría del fútbol español, en julio de 2021 regresó al Albacete Balompié.
El 21 de julio de 2022, después de conseguir un nuevo ascenso, rescindió su contrato. Al día siguiente firmó por el Club de Fútbol Intercity, donde militó durante dos temporadas antes de unirse al Sestao River Club en julio de 2024. Allí estuvo media campaña, en la que disputó 18 encuentros, y en enero de 2025 fichó por el R. C. Recreativo de Huelva. En este equipo completó la temporada y en julio se unió al C. D. Ciudad de Lucena.

## Clubes
| Club                       | País   | Año       |
| -------------------------- | ------ | --------- |
| Córdoba C. F. "B"          | España | 2012-2013 |
| Córdoba C. F.              | España | 2013      |
| Elche Ilicitano C. F.      | España | 2013-2014 |
| Elche C. F.                | España | 2014-2015 |
| Córdoba C. F.              | España | 2015-2016 |
| Albacete Balompié          | España | 2016-2018 |
| C. D. Castellón            | España | 2018-2021 |
| Albacete Balompié          | España | 2021-2022 |
| C. F. Intercity            | España | 2022-2024 |
| Sestao River Club          | España | 2024-2025 |
| R. C. Recreativo de Huelva | España | 2025      |
| C. D. Ciudad de Lucena     | España | 2025-     |